# Zadný Gerlach
Zadný Gerlach je mohutný uzlový štít v hlavním hřebeni Vysokých Tater. Léta byl považován za nejvyšší v hlavním hřebeni (a třetí celkově), novější výškový údaj jej řadí za Ľadový štít. V masivu Zadního Gerlachu se nachází Lavínová veža a Lavínový štít.
Kousek pod Tetmajerovým sedlem na straně Batizovské doliny jsou trosky vojenského letadla, které zde havarovalo v říjnu 1944 - za druhé světové války. Šlo o příslušníky 2. Čsl. paradesantní brigády, letící na pomoc SNP.

## Topografie
Na jih vybíhá mohutný hřeben s Gerlachovským štítem, od kterého je oddělen výrazným Tetmajerovým sedlem. V hlavním tatranském hřebeni ho od Batizovského štítu dělí Východné a Západné Batizovské sedlo. V tomto západním hřebeni se nachází několik věží, nejkrásnější je dvojvrcholová Biskupská čiapka. Na sever od hlavního vrcholu leží Lavínový priehyb, Lavínová veža, Lavínová štrbina a Lavínový štít.

## Několik horolezeckých výstupů
- 1895 První přesně datovaný výstup J. Chmielowski a J. Wala ml. přes Tetmajerovo sedlo, II.
- 1905 Prvovýstup "Martinovka," A. Martin hřebenem ze sedla Poľský hrebeň, II.
- 1911 Prvovýstup z Batizovského sedla s obcházením věžiček, A. Grósz s druhy, II-III.
- 1913 První zimní výstup Gy. Hefty a Gyula Komarnicki Walovou cestou.

## Galerie

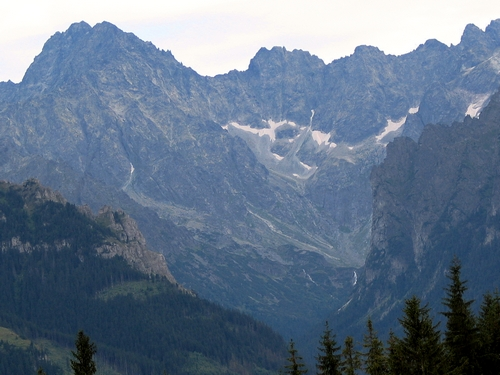
Zleva oba Gerlachy, Batizovský, Kačací a Popradský Ľadový štít nad Kačací dolinou.
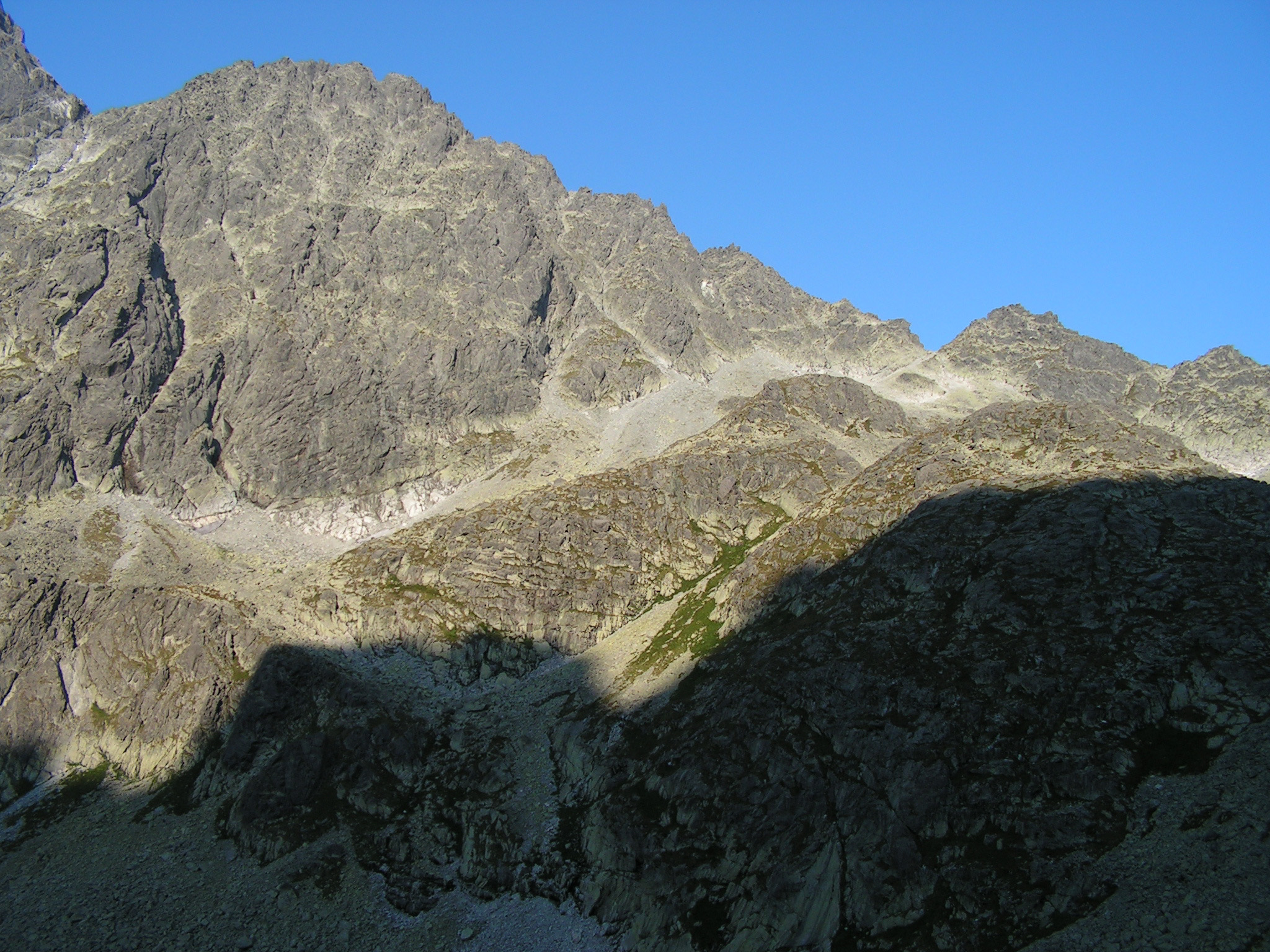
Zleva Tetmajerovo sedlo a Zadný Gerlach z Velické doliny.
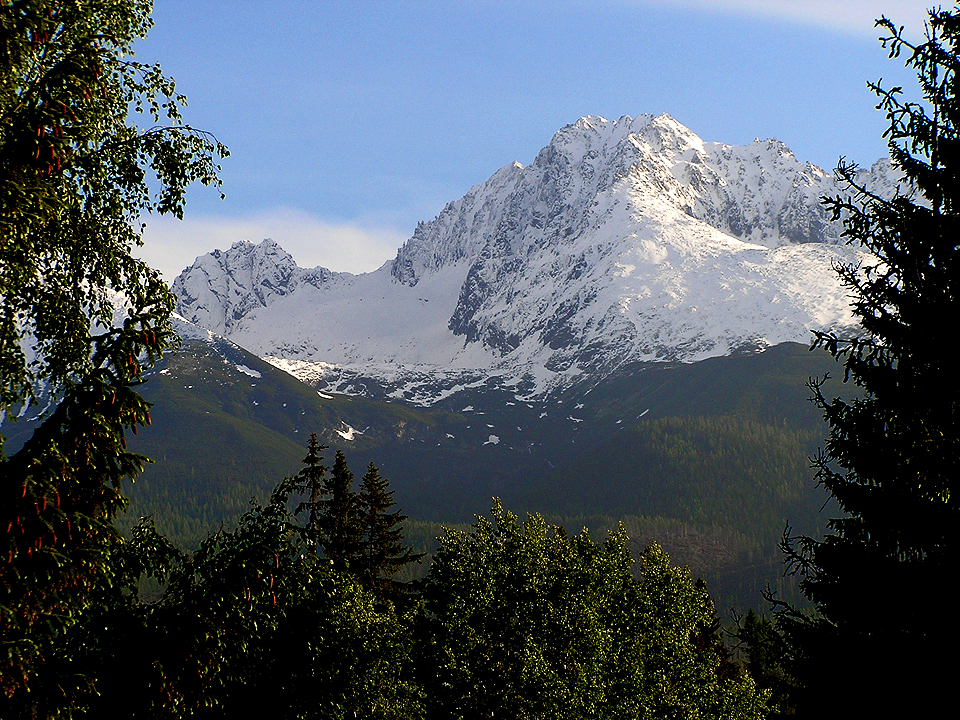
Zprava Gerlach s kotlem, špička Zadného Gerlachu a vlevo Batizovský štít z Batizovské doliny.